# Giuseppe Geremia
Giuseppe Geremia (19. listopadu 1732 Catania – leden 1814 tamtéž) byl italský hudební skladatel.

## Život
Narodil se v Catanii 19. listopadu 1732 v rodině Giacoma a Marie Berrettových. Studoval na neapolské konzervatoři Santa Maria di Loreto, kde byl jeho učitelem Francesco Durante. Jeho první veřejně provedenou skladbou bylo oratorium La fuga in Egitto, o Gesù trafugato in Egitto.
V roce 1763 spolupracoval s Nicolou Logroscinem na opeře L'innamorato balordo, která byla uvadena v době karnevalu v divadle Teatro Nuovo v Neapoli.
Podle některých životopisců obdržel několik nabídek na místa v Římě, Turíně, ale i v Rusku a ve Španělsku. Rozhodl se však přijmout pozvání Deodata Moncada, biskupa v Catanii, aby převzal post kapelníka catanské katedrály, které nebylo obsazeno po dobu několika let od smrti Paola d'Augusta.
V roce 1773 tak uvedl ve svém rodném městě s úspěchem oratorium o utrpení Svaté Agáty nazvané Carro trionfale, o světici které je katedrála zasvěcena. Biskupovi Moncadovi, který ho do funkce jmenoval, pak připsal operu Raab liberata uvedenou v roce následujícím.
V posledním desetiletí osmnáctého století komponoval pouze drobnější skladby a oratoria k svátku sv. Agathy a v roce 1800 se ze zdravotních důvodů místa kapelníka vzdal. Vystřídal ho jeho žák Giacinto Castorina.

## Dílo

### Opery a oratoria
- La fuga in Egitto, o Gesù trafugato in Egitto (oratorium, 1760))
- Tobia (1759, dialog)
- L'innamorato balordo (opera, teatro Nuovo di Napoli , karneval 1763)
- Il trionfo di Pallade (dramatická kompozice, libreto M. Montesano)
- Raab liberata (drama per musica, 1774)
- L'esaltazione di Mardocheo (1776)
- Il ritorno di Tobia (1777)
- Il vittorioso ritorno di Giuda Maccabeo in Samaria (Catania 1781)
- La città di Abella liberata (melodrama, 1783)
- La liberazione di Lot (1784)
- Ester (1785)
- Gioabbo vittorioso di Assalonne (1786)
- Israele idolatra (1788)
- Ezechia liberato (1789)
- Dramma da eseguirsi nel collegio Cutelli (1789)
- L'esaltazione di Saulle (1790)
- Il fonte di Orebbe (1799)
- Il Mosè trionfante (1800)
- Il ritorno di Noemi (Catania 1802)

### Chrámové skladby
- Čtyři krátké mše
- Missa pro defunctis (1809)
- Missa brevis pro defunctis
- Messa a 5 voci ed a 4
- Salve Regina
- Credo
- Victimae Paschali
- Requiem
- Litanie
- Lectiones defunctorum
- Magnificat
- Tantum ergo
- Gloria
- Te Deum
- Fuga a cinque voci
- řada drobných skladeb, žalmy, responsoria, antifony, kostelní písně, pašije
- Další díla jsou uchovávána v archivech ve Vídni, Drážďanech a Londýně.